# Учанське повстання
Учанське повстання (кит.: 武昌起義; піньїнь: Wǔchāng qǐyì) — збройні виступи, що відбувались 1911 року в місті Учан (нині входить до складу міста Ухань і включає райони на південь від Янцзи) і стали початком Синьхайської революції в Китаї, яка зрештою привела до падіння династії Цін й утворення республіки.

## Перебіг подій
24 вересня відбувся стихійний бунт в артилерійському дивізіоні під Учаном. Придушивши виступи солдатів, які відмовлялись підкорятись офіцерам, хугуанський намісник (якому підпорядковувались війська на території провінцій Хунань, Хубей, Гуандун і Гуансі) запровадив у місті воєнний стан.
Революціонери планували початок повстання на 16 жовтня, однак про це довідалась влада. Почались тотальні арешти та страти змовників. Тоді ввечері 10 жовтня саперний батальйон, до якого долучились два піхотних полки й артилерійський дивізіон (разом до 4 тисяч солдатів) захопили Учан. 12 жовтня в руках повстанців був весь Ухань.
Революціонери не наважились самотужки створювати новий уряд, тому пішли по допомогу до провінційного дорадчого комітету. Так влада в Ухані мирно перейшла до рук опозиції на чолі з головою комітету й лідером місцевих лібералів шеньші Тан Хуалуном. Хубейський військовий уряд очолив командир змішаної бригади «нових військ» генерал Лі Юаньхун. Нова влада проголосила Китай республікою та закликала населення перейти на бік повстанців. На знак визволення від ярма маньчжурів республіканці зрізали коси. Консулам держав у Ханькоу було надіслано ноти з визнанням усіх нерівноправних договорів, укладених імперією Цин.
Місцеві жителі радо підтримали повсталих солдатів. За кілька днів чисельність республіканських збройних сил збільшилась до кількох десятків тисяч осіб. Наявність в Учані великого арсеналу, порохового заводу, складів зброї та боєприпасів дозволили швидко озброїти добровольців, які влились до лав хубейської армії. Новий уряд, що конфіскував значні запаси срібла, банкнот і мідних грошей, спочатку був спроможний забезпечити платню солдатам.